# Temperance River
Der Temperance River ist ein Zufluss des Oberen Sees im Cook County des US-Bundesstaates Minnesota.
Der Temperance River bildet den westlichen Abfluss des Brule Lake. Er durchfließt den angrenzenden South Temperance Lake und fließt anschließend in südlicher Richtung durch den Kanadischen Schild. Kurz vor seiner Mündung bei Tofte in den Oberen See durchfließt der Fluss den Temperance River State Park. Der Temperance River hat eine Länge von 63 km. Sein Einzugsgebiet umfasst 510 km². 